# Carrosio
Carrosio là một đô thị ở tỉnh Alessandria trong vùng Piedmont của Italia, có vị trí cách khoảng 100 km về phía đông nam của Torino và khoảng 35 km về phía đông nam của Alessandria. Tại thời điểm ngày 31 tháng 12 năm 2004, đô thị này có dân số 468 người và diện tích là 7,2 km².
Carrosio giáp các đô thị: Gavi và Voltaggio.